# Attentat du 9 février 2008 à Charsadda
L'attentat du 9 février 2008 à Charsadda est survenu le 9 février 2008 lorsqu' un kamikaze a tué au moins 27 personnes et en a blessé 50 autres à Charsadda, au Pakistan, lors d'un rassemblement politique pour le Parti national Awami, d'opposition.
Aucun groupe n'a revendiqué la responsabilité de l'attaque, mais le ministre de l'Intérieur Hamid Nawaz Khan (en) a soupçonné Al-Qaïda ou des groupes liés aux talibans d'être responsables après avoir menacé tous les partis politiques de la province frontalière du Nord-Ouest. L'attentat a eu lieu neuf jours avant les élections générales pakistanaises de 2008 qui ont été reportées à la suite de l'assassinat de Benazir Bhutto.